# Afropesa
Genre
Afropesa est un genre d'araignées mygalomorphes de la famille des Entypesidae.

## Distribution
Les espèces de ce genre sont endémiques d'Afrique du Sud.

## Liste des espèces
Selon World Spider Catalog (version 22.0, 14/05/2021) :
- Afropesa gauteng Zonstein & Ríos-Tamayo, 2021
- Afropesa schoutedeni (Benoit, 1965)
- Afropesa schwendingeri Zonstein & Ríos-Tamayo, 2021

## Publication originale
- Zonstein & Ríos-Tamayo, 2021 : « Afropesa, a new spider genus from South Africa (Araneae: Entypesidae). » Israel Journal of Entomology, vol. 51, p. 7-34.